# التنانين المرحة
التنانين المرحة مسلسل رسوم متحركة كندي فرنسي عرض لأول مره في 9 سبتمبر 1996 واستمر عرضه حتى 16 فبراير 1998 . تمت دبلجة المسلسل للغة العربية بواسطة مركز الزهرة وعرض على قناة سبيس تون .

## روابط خارجية
- التنانين المرحة على موقع IMDb (الإنجليزية)
- التنانين المرحة على موقع كينوبويسك (الروسية)
- التنانين المرحة على موقع ألو سيني (الفرنسية)
- التنانين المرحة على موقع قاعدة بيانات الفيلم (الإنجليزية)
- Chiang Kai Shek College Blazing Dragons Scout Basketball Team